# Michele Grimani
Michele Grimani (1697 – 1775) è stato un patrizio veneziano, del ramo dei Grimani di Santa Maria Formosa, una delle famiglie più ricche e potenti di Venezia.
Sposò nel 1736 Pisana Giustinian Lolin. Nel 1748 fu eletto senatore. 

## Biografia

Stemma Grimani

Proprietario di 4 teatri: Il Teatro San Giovanni e Paolo, il Teatro San Giovanni Grisostomo dedicato alle opere in musica, il Teatro San Samuele frequentato molto da Carlo Goldoni e Antonio Vivaldi ed inoltre il Teatro San Benedetto. 
Fu avveduto mecenate, promuovendo, con scelta sicura, il successo di notevoli ingegni come il Goldoni. La voce popolare gli attribuì la paternità dell'avventuriero e scrittore Giacomo Casanova che sarebbe nato da una relazione extraconiugale con Zanetta Farussi, all'epoca (1725) diciassettenne, che stava iniziando in quel periodo una brillante carriera di attrice teatrale.
Nel 1756 emanò la Legge agraria Grimani.